# Meistriliiga 2018
Die Meistriliiga 2018 war die 28. Spielzeit der höchsten estnischen Fußball-Spielklasse der Herren. Die estnische Meisterschaft, die offiziell als A. Le Coq Premium liiga ausgetragen wird, sollte am 25. Februar 2018 beginnen. Wegen eines Kälteeinbruchs wurde der erste Spieltag verschoben. Am 3. März begann die Saison, dabei wurden vier der fünf Spiele erstmals in einer Halle ausgetragen.
Saisonende war am 10. November 2018.

## Modus
Die Liga umfasste wie in der Vorsaison zehn Teams. Titelverteidiger war FC Flora Tallinn.
Am 4. November 2017 beschlossen der FC Infonet Tallinn und der FC Levadia Tallinn zu fusionieren.
Aufsteiger aus der Esiliiga waren Zweitligameister Maardu Linnameeskond und der Zweite JK Tallinna Kalev. Am 18. Dezember 2017 zog sich Maardu Linnemeeskond aus finanziellen Gründen zurück und wurde durch FC Kuressaare ersetzt.
Die Meisterschaft wurde in einer regulären Spielzeit mit je zwei Hin- und zwei Rückrundenspielen ausgetragen. Jedes Team trat dabei vier Mal gegen jede andere Mannschaft an. Der Tabellenletzte stieg direkt in die Esiliiga ab, der Vorletzte musste in die Relegation.

## Teilnehmer
| Verein              | Stadt         | Stadion                   | Kapazität |
| ------------------- | ------------- | ------------------------- | --------- |
| FC Flora Tallinn    | Tallinn       | A. Le Coq Arena           | 9.692     |
| JK Tallinna Kalev   | Tallinn       | Kalevi Keskstaadion       | 11.5000   |
| FCI Levadia Tallinn | Tallinn       | Kadrioru staadion         | 5.000     |
| JK Tulevik Viljandi | Viljandi      | Viljandi linnastaadion    | 2.000     |
| JK Tammeka Tartu    | Tartu         | Tamme staadion            | 1.600     |
| JK Vaprus Pärnu     | Pärnu         | Strand-Stadion            | 1.500     |
| FC Kuressaare       | Kuressaare    | Kuressaare linnastaadion  | 2.000     |
| JK Trans Narva      | Narva         | Narva Kreenholmi Staadion | 1.065     |
| FC Nõmme Kalju      | Tallinn-Nõmme | Hiiu staadion             | 0.500     |
| Paide Linnameeskond | Paide         | Paide linnastaadion       | 0.268     |

## Abschlusstabelle
| Pl. | Verein                  | Sp. | S  | U  | N  | Tore    | Diff. | Punkte |
| --- | ----------------------- | --- | -- | -- | -- | ------- | ----- | ------ |
| 1.  | FC Nõmme Kalju          | 36  | 25 | 11 | 0  | 114:320 | +82   | 86     |
| 2.  | FCI Levadia Tallinn (P) | 36  | 26 | 6  | 4  | 109:260 | +83   | 84     |
| 3.  | FC Flora Tallinn (M)    | 36  | 25 | 8  | 3  | 116:320 | +84   | 83     |
| 4.  | JK Trans Narva          | 36  | 18 | 7  | 11 | 076:570 | +19   | 61     |
| 5.  | Paide Linnameeskond     | 36  | 14 | 9  | 13 | 064:740 | −10   | 51     |
| 6.  | JK Tammeka Tartu        | 36  | 14 | 7  | 15 | 056:580 | −2    | 49     |
| 7.  | JK Tulevik Viljandi     | 36  | 8  | 5  | 23 | 037:100 | −63   | 29     |
| 8.  | JK Tallinna Kalev (N)   | 36  | 7  | 7  | 22 | 054:680 | −14   | 28     |
| 9.  | FC Kuressaare (N)       | 36  | 6  | 3  | 27 | 034:115 | −81   | 21     |
| 10. | JK Vaprus Pärnu         | 36  | 2  | 7  | 27 | 025:123 | −98   | 13     |

Platzierungskriterien: 1. Punkte – 2. weniger zugesprochene Siege – 3. Direkter Vergleich (Punkte, Tordifferenz, geschossene Tore) – 4. Siege – 5. Tordifferenz – 6. geschossene Tore – 7. Fair-Play
| (M) | amtierender Meister |
| (N) | Neuaufsteiger       |

## Kreuztabelle
Die Kreuztabelle stellt die Ergebnisse aller Spiele dieser Saison dar. Die Heimmannschaft ist in der linken Spalte, die Gastmannschaft in der oberen Zeile aufgelistet. Die Teams spielten jeweils viermal – zwei Heim- und zwei Auswärtsspiele – gegeneinander, sodass insgesamt 36 Spiele zu absolvieren waren.
| Spieltage 1–18      | FC Nõmme Kalju | FCI Levadia Tallinn | FC Flora Tallinn | JK Trans Narva | Paide Linnameeskond | JK Tammeka Tartu | JK Tulevik Viljandi | JK Tallinna Kalev | FC Kuressaare | JK Vaprus Pärnu |
| ------------------- | -------------- | ------------------- | ---------------- | -------------- | ------------------- | ---------------- | ------------------- | ----------------- | ------------- | --------------- |
| FC Nõmme Kalju      |                | 2:1                 | 2:0              | 5:2            | 3:2                 | 1:0              | 8:2                 | 3:0               | 8:3           | 7:0             |
| FCI Levadia Tallinn | 2:2            |                     | 2:1              | 5:0            | 1:1                 | 3:1              | 5:0                 | 3:0               | 4:0           | 6:1             |
| FC Flora Tallinn    | 3:3            | 2:2                 |                  | 0:0            | 6:0                 | 3:1              | 1:0                 | 1:0               | 2:1           | 5:0             |
| JK Trans Narva      | 2:2            | 1:1                 | 2:4              |                | 1:0                 | 4:1              | 2:0                 | 2:2               | 3:0           | 6:0             |
| Paide Linnameeskond | 1:4            | 1:3                 | 0:2              | 0:2            |                     | 3:3              | 4:0                 | 2:0               | 3:1           | 2:2             |
| JK Tammeka Tartu    | 1:1            | 0:3                 | 0:3              | 1:1            | 5:2                 |                  | 0:0                 | 1:0               | 1:2           | 4:2             |
| JK Tulevik Viljandi | 0:6            | 0:7                 | 0:6              | 0:6            | 1:1                 | 0:2              |                     | 1:0               | 1:3           | 2:1             |
| JK Tallinna Kalev   | 2:2            | 0:4                 | 1:3              | 1:2            | 2:3                 | 0:1              | 1:2                 |                   | 5:0           | 4:2             |
| FC Kuressaare       | 0:3            | 1:1                 | 0:7              | 0:5            | 1:4                 | 0:4              | 3:1                 | 1:0               |               | 1:3             |
| JK Vaprus Pärnu     | 0:6            | 0:5                 | 1:8              | 0:4            | 1:1                 | 0:1              | 1:1                 | 0:4               | 1:1           |                 |

| Spieltage 19–36     | FC Nõmme Kalju | FCI Levadia Tallinn | FC Flora Tallinn | JK Trans Narva | Paide Linnameeskond | JK Tammeka Tartu | JK Tulevik Viljandi | JK Tallinna Kalev | FC Kuressaare | JK Vaprus Pärnu |
| ------------------- | -------------- | ------------------- | ---------------- | -------------- | ------------------- | ---------------- | ------------------- | ----------------- | ------------- | --------------- |
| FC Nõmme Kalju      |                | 1:0                 | 1:1              | 4:1            | 0:0                 | 2:2              | 4:0                 | 1:1               | 4:0           | 4:0             |
| FCI Levadia Tallinn | 0:0            |                     | 2:1              | 6:1            | 4:0                 | 0:1              | 2:1                 | 3:2               | 4:0           | 4:0             |
| FC Flora Tallinn    | 2:2            | 3:0                 |                  | 2:2            | 7:2                 | 5:0              | 4:0                 | 3:1               | 4:0           | 3:0             |
| JK Trans Narva      | 0:3            | 1:2                 | 1:2              |                | 1:2                 | 2:1              | 4:1                 | 3:2               | 2:1           | 1:1             |
| Paide Linnameeskond | 0:3            | 1:4                 | 3:3              | 2:5            |                     | 2:1              | 4:1                 | 2:2               | 2:1           | 2:1             |
| JK Tammeka Tartu    | 0:1            | 0:3                 | 0:4              | 2:1            | 1:1                 |                  | 1:0                 | 2:1               | 6:1           | 5:0             |
| JK Tulevik Viljandi | 2:5            | 0:4                 | 1:3              | 4:1            | 0:3                 | 3:2              |                     | 2:2               | 1:2           | 1:1             |
| JK Tallinna Kalev   | 0:2            | 1:4                 | 2:2              | 0:1            | 1:2                 | 2:1              | 0:2                 |                   | 3:0           | 5:0             |
| FC Kuressaare       | 2:4            | 0:5                 | 0:4              | 0:3            | 1:3                 | 1:3              | 1:4                 | 3:3               |               | 2:1             |
| JK Vaprus Pärnu     | 0:5            | 0:4                 | 0:6              | 0:1            | 0:3                 | 1:1              | 0:3                 | 2:4               | 3:1           |                 |

## Relegation
Am Ende der regulären Saison trat der Neuntplatzierte der Meistriliiga gegen den Zweitplatzierten der Esiliiga in der Relegation an. Die Spiele fanden im 17. und 24. November 2018 statt, wobei zuerst der Zweitligist Heimrecht hatte.
| Datum             |               | Ergebnis |               |
| ----------------- | ------------- | -------- | ------------- |
| 17. November 2018 | FC Elva       | 0:1      | FC Kuressaare |
| 24. November 2018 | FC Kuressaare | 1:0      | FC Elva       |
| Gesamt:           | FC Elva       | 0:2      | FC Kuressaare |

## Torschützenliste
| Platz | Spieler                | Mannschaft          | Tore |
| ----- | ---------------------- | ------------------- | ---- |
| 01.   | Liliu                  | FC Nõmme Kalju      | 31   |
| 02.   | Sakaria Beglarischwili | FC Flora Tallinn    | 30   |
| 03.   | Roman Debelko          | FCI Levadia Tallinn | 28   |
| 04.   | Tristan Koskor         | JK Tammeka Tartu    | 21   |
| 05.   | Dmitrij Barkov         | JK Trans Narva      | 17   |
| 06.   | Frank Liivak           | FC Flora Tallinn    | 16   |
| 07.   | Sander Laht            | FC Kuressaare       | 15   |
| 08.   | Marcelin Gando         | FCI Levadia Tallinn | 14   |
| 08.   | Rimo Hunt              | FC Nõmme Kalju      | 14   |
| 10.   | Viktor Plotnikov       | JK Trans Narva      | 13   |
| 10.   | Muamer Svraka          | FCI Levadia Tallinn | 13   |